# Luitpoldo de Baviera
Luitpold, Liutpold o Leopoldo (fallecido el 4 de julio de 907), tal vez de la familia de los Huosi o relacionados con los carolingios, fue el padre de la gran dinastía Luitpoldinga que dominó Baviera y Carintia hasta muy avanzado el siglo X.
En 893, Leopoldo fue el investido con el margraviato de Carintia y de la Alta Panonia por el emperador Arnulfo de Carintia. Pronto adquirió condados en el Danubio y en el Nordgau, incluso obteniendo Ratisbona alrededor de 895, colocándose como el más prominente de la aristocracia de Baviera. Fiel amigo de los reyes carolingios, gozó de su apoyo. Fue encargado de la defensa de las fronteras húngaras y moravas. En 898, luchó con éxito contra Mojmír II, rey de Gran Moravia, en nombre del rebelde Svatopluk II, y obligó a Mojmír II a convertirse en vasallo de Arnulfo de Carintia. En 903, el título que había Boemanorum dux, "duque de Bohemia". El 4 de julio de 907, Leopoldo murió en la batalla de Bratislava.

## Unión y descendencia
Leopoldo se casó con Cunigunda, hija de Bertoldo I, conde palatino de Suabia, y hermana de Erchanger, duque de Suabia, miembro de la dinastía  Agilolfinga. Después de la muerte de Leopoldo, Cunigunda se casó con el rey Conrado I de Alemania en 913. Leopoldo tuvo dos hijos con ella que fueron:
- Arnulfo el Malo duque de Baviera desde 907 hasta 937;
- Bertoldo, más tarde duque de Baviera desde 938 hasta 948.

Los títulos de sus descendientes, del que a menudo se le denomina Leopoldo duque de Baviera o Margrave de Baviera, el segundo título se considera más preciso actualmente, es el de duques de Baviera.
| Precedido por: Arnulfo de Carintia | Soberanos de Baviera 889 - 907 | Sucedido por: Arnulfo El Malo |

- Datos: Q510535